# Steven Lorentz
Steven Lorentz (* 13. April 1996 in Waterloo, Ontario) ist ein kanadischer Eishockeyspieler, der seit Oktober 2024 bei den Toronto Maple Leafs in der National Hockey League (NHL) unter Vertrag steht. Mit den Florida Panthers gewann der Center in den Playoffs 2024 den Stanley Cup. Zuvor war Lorentz in der Organisation der Carolina Hurricanes aktiv, mit deren Farmteam Charlotte Checkers er im Jahr 2019 den Calder Cup der American Hockey League (AHL) gewann. Sein Großvater Jim Lorentz war ebenfalls professioneller Eishockeyspieler.

## Karriere

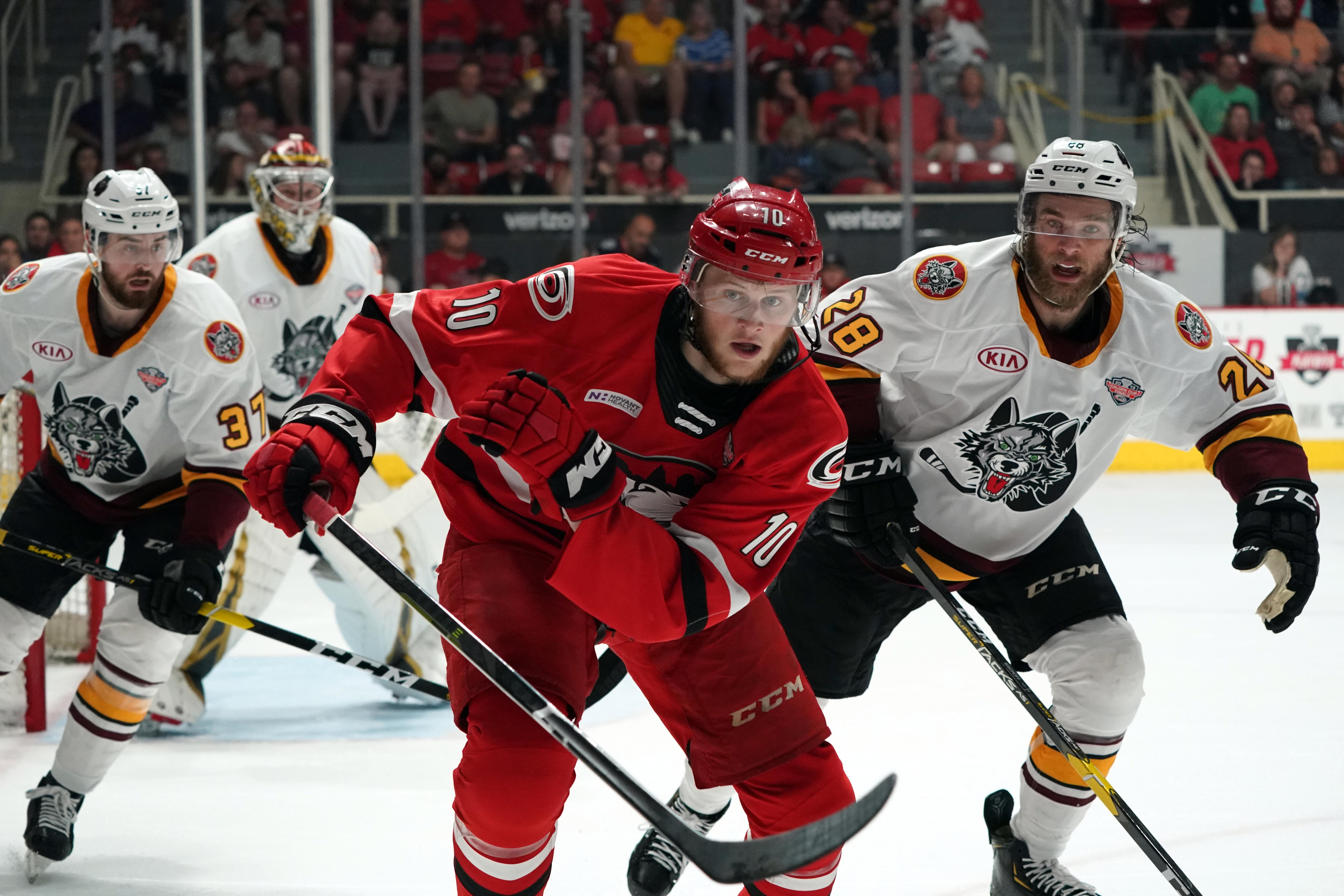
Lorentz (rotes Trikot) als Spieler der Charlotte Checkers (2019)

Lorentz verbrachte seine Juniorenzeit mit Beginn der Saison 2013/14 bei den Peterborough Petes in der Ontario Hockey League (OHL). Dort war der Stürmer insgesamt vier Spielzeiten lang aktiv und steigerte seine Punktausbeute dabei kontinuierlich von 18 Scorerpunkten in seinem Rookiejahr hin zu 61 Punkten in seinem letzten Spieljahr. Während der Zeit bei den Petes war Lorentz im NHL Entry Draft 2015 in der siebten Runde an 186. Stelle von den Carolina Hurricanes aus der National Hockey League (NHL) ausgewählt worden.
Nachdem der Offensivspieler im April 2017 von der Organisation der Carolina Hurricanes mit einem auf drei Jahre befristeten NHL-Einstiegsvertrag ausgestattet worden war, verbrachte er den Großteil der Saison 2017/18 bei Carolinas ECHL-Kooperationspartner Florida Everblades, kam aber auch zu drei Einsätzen bei den Charlotte Checkers, dem Farmteam der Hurricanes in der American Hockey League (AHL). Dort etablierte sich der junge Kanadier im Verlauf der Spielzeit 2018/19 als Stammspieler und gewann mit dem Team am Saisonende die Meisterschaft der AHL in Form des Calder Cups. Lorentz bestritt schließlich auch die Saison 2019/20 bei den Charlotte Checkers, ehe er in dem durch die COVID-19-Pandemie geprägten Zeitraum zum Spieljahr 2020/21 einen Kaderplatz bei den Carolina Hurricanes in der NHL erhielt. Auch dort etablierte sich der Mittelstürmer schnell, wurde jedoch nach zwei Spielzeiten im Juli 2022 Teil eines Transfergeschäfts. Gemeinsam mit dem finnischen Torwart Eetu Mäkiniemi und einem konditionalen Drittrunden-Wahlrecht im NHL Entry Draft 2023 wurde Lorentz im Tausch für Brent Burns und Lane Pederson an die San Jose Sharks abgegeben. Dort wiederum war er nur ein Jahr aktiv, ehe man ihn samt einem Fünftrunden-Wahlrecht im NHL Entry Draft 2025 weiter zu den Florida Panthers transferierte. Im Gegenzug wechselte Anthony Duclair nach San Jose.
In den Playoffs 2024 zog er mit den Panthers ins Finale ein und errang mit einem 4:3-Erfolg über die Edmonton Oilers den ersten Stanley Cup der Franchise-Geschichte. Anschließend wurde sein Vertrag dort allerdings nicht verlängert, sodass er sich im Oktober 2024 als Free Agent den Toronto Maple Leafs anschloss.

## Erfolge und Auszeichnungen
- 2019 Calder-Cup-Gewinn mit den Charlotte Checkers
- 2024 Stanley-Cup-Gewinn mit den Florida Panthers

## Karrierestatistik
Stand: Ende der Saison 2024/25
(Legende zur Spielerstatistik: Sp oder GP = absolvierte Spiele; T oder G = erzielte Tore; V oder A = erzielte Assists; Pkt oder Pts = erzielte Scorerpunkte; SM oder PIM = erhaltene Strafminuten; +/− = Plus/Minus-Bilanz; PP = erzielte Überzahltore; SH = erzielte Unterzahltore; GW = erzielte Siegtore; 1 Play-downs/Relegation; Kursiv: Statistik nicht vollständig)